# Mahnmal bei La Torche

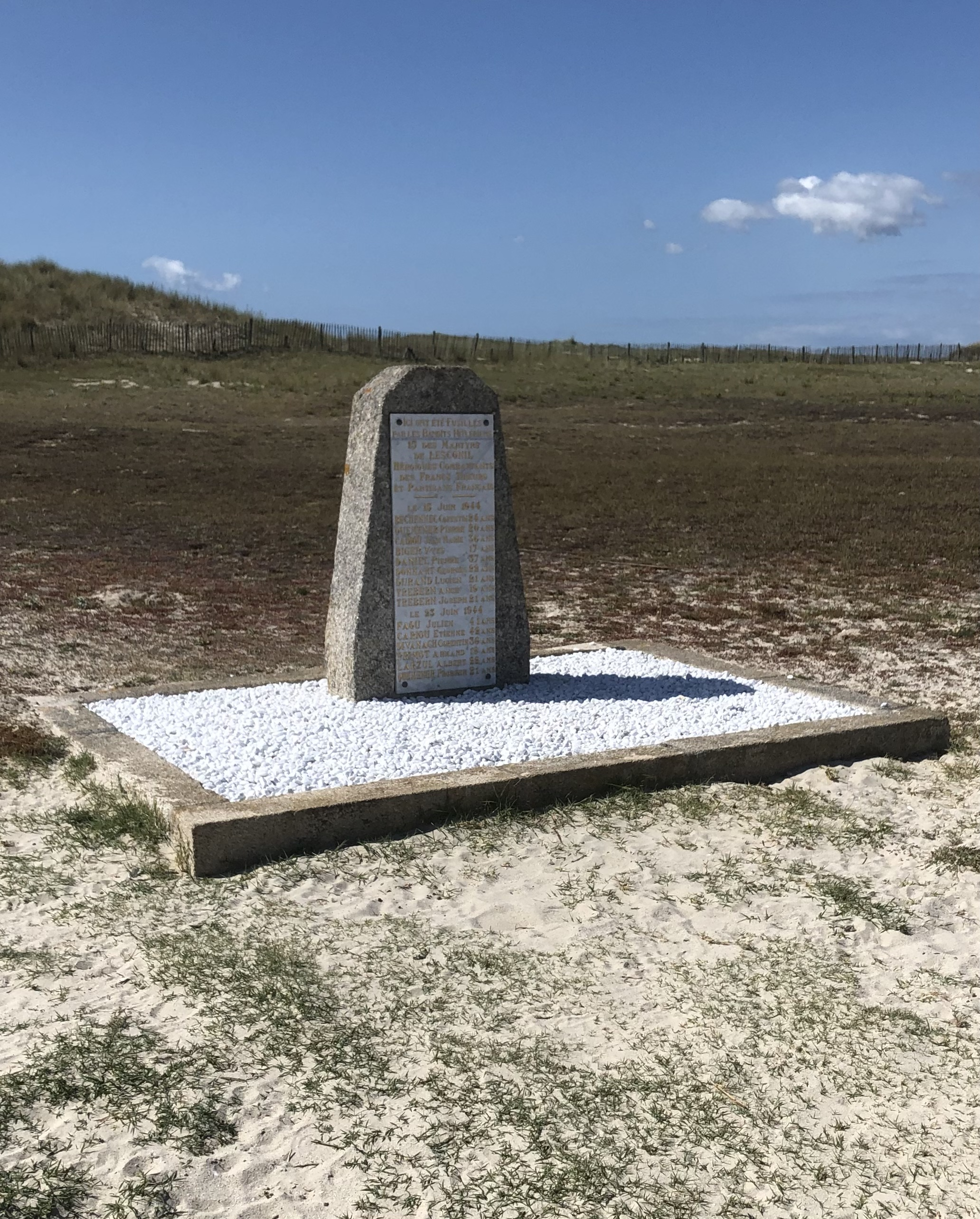
Mahnmal bei La Torche, 2022

Das Mahnmal bei La Torche ist ein Mahnmal im Gedenken an die Erschießung französischer Widerstandskämpfer während des Zweiten Weltkriegs in der Bretagne in Frankreich.

## Lage
Das Denkmal befindet sich an der Küste der Keltischen See östlich der Landspitze Pointe de la Torche im Gebiet der Gemeinde Plomeur, direkt am Weg vom Parkplatz zum Strand Plage de Tronoën.

## Geschichte
Das Denkmal erinnert an 15 Menschen, die am 15. und 23. Juni 1944 in der Nähe des heutigen Standorts des Denkmals erschossen wurden. Ein ähnliches Mahnmal ist das Mahnmal Poulguen.
Widerstandskämpfer aus Lesconil der französischen Widerstandsbewegung Francs-tireurs et partisans (FTP) hatten am Tag der Landung in der Normandie am 6. Juni 1944 von einem jungen Kommandeur namens Alex oder Jean-Marie den Befehl erhalten, am Abend das Dorf Plomeur zu besetzen, dort Waffen zu erhalten und so die Kreuzung der Straßen nach Guilvinec und Penmarch zu blockieren, wo sich jeweils deutsche Garnisonen befanden. Möglicherweise sollte damit die Verstärkung der deutschen Truppen in der Normandie behindert werden. Bei Ausführung des Befehls war dieser wohl schon veraltet, zumindest fand eine Waffenverteilung nicht statt. Tatsächlich wurden jedoch von den Widerstandskämpfern vier Soldaten der deutschen Besatzungstruppen im Ort festgenommen. Zwei russischstämmige deutsche Soldaten waren beim Bürgermeister, um über die Anbringung von Plakaten, wohl über die neue Ausgangssperre zu sprechen. Sie forderten vom Bürgermeister Leim und die Unterstützung durch einen Mitarbeiter der Gemeindeverwaltung. Der Bürgermeister hatte sie zum Rathaus gebeten, wo er das nötige aushändigte und den Stadtschreiber Isidore Garo bat die Soldaten zu begleiten. Zwei weitere fuhren gerade Post mit einem Pferdekarren. Die Soldaten wurden nach Plonivel gebracht. Dort wurden sie gezwungen ihre Gräber auszuheben. Letztlich wurden die vier Soldaten jedoch gefangen gehalten.
Von deutscher Seite wurden, nachdem das Fehlen der Soldaten bemerkt worden war, der Bürgermeister Louis Méhu, der Stadtschreiber Isidore Garo und ein Dutzend Passanten als Geiseln genommen. In der deutschen Feldgendarmerie in der Schule Saint-Gabriel in Pont-l’Abbé fanden brutale Verhöre statt. Später wurden Blutspuren gefunden. Der deutschen Seite gelang es, Plonivel als Inhaftierungsort in Erfahrung zu bringen. Der Ort wurde daraufhin von deutschen Truppen umstellt und die vier Gefangenen letztlich freigelassen. Zwei der Bewacher, die Volant-Brüder, wurden auf ihrer Flucht erschossen. Sie wurden zunächst bei Poulguen begraben.
Weitere Widerstandskämpfer, die an der Verhaftung und Festsetzung beteiligt waren, wurden soweit sie nicht direkt vor Ort verhaftet worden waren, von den befreiten Soldaten erkannt und verhaftet.
Von einem Militärgericht unter Vorsitz von General Duvert wurden am 10. Juni neun und am 22. Juni sechs Widerstandskämpfer zum Tode verurteilt und am 15. bzw. 23. Juni 1944 in den Dünen bei La Torche erschossen und vor Ort im Sand begraben. Die Verurteilten sollen vor ihrer Hinrichtung Vive la France gerufen haben.
Bürgermeister Louis Méhu wurde in der Schule Saint-Gabriel erschossen. Der Stadtschreiber Isidore Garo wurde in ein Lager nach Deutschland verschleppt, wo er an der Ruhr verstarb. Weitere am 6. Juni festgenommene Personen, darunter Antoine Buannic, wurden ebenfalls nach Deutschland deportiert. Es folgten weitere Verhaftungen. Im Hafen von Guilvinec-Léchiagat wurden am 12. Juni 1944 noch 2000 Personen festgenommen, 50 Menschen wurden für den Pflichtarbeitsdienst Service du travail obligatoire (STO)
nach Polen geschickt. Nach Kriegsende kehrten die Arbeiter zurück, zwei Widerstandskämpfer der FTP kamen jedoch in Ellrich und Neuengamme um. Ernest Mandelbaum, ein jüdisch-rumänischer Deserteur, der sich seit 1940 in Lechiagat versteckt hatte, wurde nach Auschwitz verschleppt, wo er fünf Tage nach seiner Ankunft umkam.
Am 20. Juni 1944 kam es in Île-Tudy zu einer Razzia, bei der eine Widerstandsgruppe aufgedeckt wurde. 13 Widerstandskämpfer kamen in den Lagern KZ Mittelbau-Dora und Ellrich ums Leben. Nur ein Kämpfer, Pierre Gouasdoué, überlebte.
Die bei La Torche Begrabenen wurden im August 1944 nach Abzug der deutschen Truppen exhumiert und zunächst in Plobannalec beigesetzt, bis sie dann letztlich auf dem Friedhof von Lesconil bestattet werden konnten.
An der Stelle der Hinrichtung wurde das Mahnmal errichtet. Es wurde in Anwesenheit des Generalsekretärs der Präfektur und vieler Persönlichkeiten eingeweiht. Aufgrund der Erosion der Düne wurde das Mahnmal drei Mal versetzt und letztlich geschützt landseitig hinter der Düne aufgestellt.

## Gestaltung und Inschriften
Das Denkmal besteht aus einem aufrecht stehenden Stein, an dem eine Inschriftentafel befestigt ist. Auf ihr steht die französischsprachige Inschrift:
Darunter befinden sich die Namen der Erschossenen und ihr Alter. Die Namen sind in zwei Gruppen aufgeteilt. Zunächst die neun Namen der am 15. Juni 1944 Erschossenen, darunter die sechs Namen der am 23. Juni 1944 Hingerichteten:
| LE 15 JUIN 1944    |        |
| BECHENNEC CORENTiN | 24 ANS |
| QUEMENER PiERRE    | 20 ANS |
| CADIOU JEAN MARiE  | 36 ANS |
| BIGER YVES         | 17 ANS |
| DANIEL PiERRE      | 37 ANS |
| DONNART GEORGES    | 22 ANS |
| DURAND LUCiEN      | 21 ANS |
| TREBERN ANGE       | 19 ANS |
| TREBERN JOSEPH     | 21 ANS |
| LE 23 JUiN 1944    |        |
| FAOU JULiEN        | 41 ANS |
| CARIOU ETiENNE     | 42 ANS |
| DIVANACH CORENTiN  | 39 ANS |
| PRIMOT ARMAND      | 19 ANS |
| LARZUL ALBERT      | 22 ANS |
| QUEMENER PROSPER   | 21 ANS |

Umgeben ist der Gedenkstein von einer rechteckig angelegten weißen Kiesschüttung.